# Olympique de Marseille 2016-2017 (femminile)
Questa voce raccoglie le informazioni riguardanti la squadra femminile dell'Olympique de Marseille nelle competizioni ufficiali della stagione 2016-2017.

## Stagione
La stagione dell'Olympique Marsiglia riparte dalla promozione in Division 1 Féminine ottenuto al termine della stagione precedente, con la dirigenza che conferma Christophe Parra come tecnico della squadra, sulla panchina dell'OM fin dalle origini riuscendo a raggiungere, partendo dal championnat du district de Provence, il più basso livello del campionato francese di categoria, la massima divisione nazionale di categoria.
Molti i movimenti di mercato in entrata e uscita fatti dalla società per garantirsi la necessaria competitività per affrontare un campionato di livello superiore. Arrivano nuove giocatrici in tutti i reparti, dove spiccano tra le altre le due nazionali Sara Yyceil, belga dallo Standard Liegi, e Kelly Gadea, difensore francese, dal Montpellier.
Al termine del campionato la squadra si rivela l'outsider della stagione, riuscendo, grazie a 11 vittorie, 2 pareggi e 9 sconfitte, a chiudere a un eccellente e inaspettato 4º posto, grazie anche alla capacità realizzativa di Viviane Asseyi che andando a rete in 9 occasioni si classifica al primo posto tra le marcatrici della squadra.
In Coppa di Francia al contrario, l'OM non riesce a superare lo scoglio del 2º turno federale, venendo superato dal Montpellier con il risultato di 2-1 ed eliminato così dal trofeo già alla prima partita disputata.

## Divise e sponsor
La grafica delle divise casalinghe ripropone l'abbinamento adottato dalla squadra maschile dell'Olympique Marsiglia. Il main sponsor era Intersport, rivenditore di articoli sportivi svizzero, lo sponsor tecnico, fornitore delle tenute da gioco, Adidas.
La prima maglia è di colore bianco sulla quale spiccano gli elementi azzurri: la croce focese sul cuore che racchiude lo stemma del club in alto a destra, l’inserimento del gonfaolone cittadino all’interno del collo e le iconiche tre strisce adidas sui fianchi della divisa. Pantaloncini bianchi con le strisce azzurre ai lati, calzettoni bianchi con rivolto bianco e azzurro. La seconda maglia è di colore blu marino con bordi argentati. Anche lo stemma del club è argento monocolore per rendere omaggio alle luci della città che la sera si specchia nel Mediterraneo. I calzoncini e i calzettoni sono anch'essi di colore blu marino con inserti bianchi e argento. La terza maglia è a strisce verticali bianche e azzurre, calzoncini e calzettoni azzurri con inserti neri.
| Casa | Trasferta | 3ª tenuta |

## Organigramma societario
Area tecnica
- Allenatore: Christophe Parra
- Vice allenatore: Jean-Christophe Colombi
- Preparatore dei portieri: Alexandre Salvat
- Preparatorie atletico: Thomas Lebègue

## Rosa
Rosa e numeri come da sito ufficiale, aggiornati al 25 settembre 2016.
| N. |                    | Ruolo | Calciatrice            |
| -- | ------------------ | ----- | ---------------------- |
| 1  | Francia (bandiera) | P     | Maureen Saint-Léger    |
| 3  | Francia (bandiera) | D     | Anaïs M'Bassidjé       |
| 4  | Francia (bandiera) | D     | Léonie Multari         |
| 5  | Francia (bandiera) | D     | Amandine Blanc         |
| 6  | Francia (bandiera) | A     | Viviane Asseyi         |
| 7  | Francia (bandiera) | C     | Nora Coton-Pélagie     |
| 8  | Francia (bandiera) | C     | Pauline Cousin         |
| 9  | Francia (bandiera) | A     | Charlotte Loze         |
| 10 | Francia (bandiera) | A     | Sandrine Brétigny      |
| 11 | Francia (bandiera) | A     | Cindy Caputo           |
| 13 | Francia (bandiera) | A     | Barbara Bouchet        |
| 14 | Francia (bandiera) | D     | Kelly Gadéa            |
| 16 | Francia (bandiera) | P     | Pauline Peyraud-Magnin |

| N. |                    | Ruolo | Calciatrice        |
| -- | ------------------ | ----- | ------------------ |
| 17 | Francia (bandiera) | D     | Charlène Torossian |
| 18 | Francia (bandiera) | C     | Lalia Dali-Storti  |
| 19 | Francia (bandiera) | A     | Inès Boutaleb      |
| 20 | Francia (bandiera) | C     | Caroline Pizzala   |
| 21 | Francia (bandiera) | A     | Océane Closset     |
| 22 | Francia (bandiera) | D     | Tess Laplacette    |
| 23 | Francia (bandiera) | C     | Salomé Elisor      |
| 24 | Francia (bandiera) | D     | Amandine Soulard   |
| 25 | Francia (bandiera) | A     | Madeleine Anigo    |
| 27 | Francia (bandiera) | D     | Maëlle Lakrar      |
| 28 | Francia (bandiera) | D     | Cécilia Vignal     |
| 29 | Belgio (bandiera)  | C     | Sara Yuceil        |
| 30 | Francia (bandiera) | P     | Anaïs Hatchi       |

## Calciomercato

### Sessione estiva
| Acquisti | Acquisti               | Acquisti            | Acquisti    |
| R.       | Nome                   | da                  | Modalità    |
| -------- | ---------------------- | ------------------- | ----------- |
| P        | Pauline Peyraud-Magnin | Saint-Étienne       | in prestito |
| P        | Maureen Saint-Léger    | Monteux             | definitivo  |
| D        | Kelly Gadea            | Montpellier         | definitivo  |
| D        | Amandine Soulard       | Digione             | definitivo  |
| C        | Sara Yuceil            | Standard Liegi      | definitivo  |
| C        | Inès Boutaleb          | Olympique Lione U19 | definitivo  |
| C        | Charlotte Lozé         | Issy                | definitivo  |
| C        | Salomé Elisor          | Olympique Lione U19 | definitivo  |
| C        | Lalia Storti           | Guingamp            | definitivo  |
| A        | Viviane Asseyi         | Montpellier         | definitivo  |
| A        | Inès Boutaleb          | Olympique Lione     | definitivo  |
| A        | Océane Closset         | Monteux             | definitivo  |

| Cessioni | Cessioni           | Cessioni                | Cessioni   |
| R.       | Nome               | a                       | Modalità   |
| -------- | ------------------ | ----------------------- | ---------- |
| P        | Marine Fernandez   |                         | ritirata   |
| D        | Myriam Belkiri     | Rousset Sainte-Victoire | definitivo |
| D        | Emilie Pelloux     |                         | ritirata   |
| D        | Camille Perrin     |                         | ritirata   |
| C        | Islem Ben Chaabane | Nîmes                   | definitivo |

## Risultati

### Division 1

#### Girone di andata
| Arbitro: | Coppola |

|            |           |            |
| Cambot 13’ | Marcatori | 33’ Cousin |

| Arbitro: | Guillemin |

|           |           |  |
| Delie 48’ | Marcatori |  |

| Arbitro: | Maubacq |

|  |           |                                                           |
|  | Marcatori | 36’ Agard 43’ Léger 61’ Thomas 76’ Gauvin 90+1’ Jakobsson |

| Arbitro: | Loidon |

|                                    |           |            |
| Bourgouin 66’ (rig.) Babinga 90+3’ | Marcatori | 23’ Asseyi |

| Arbitro: | Coppola |

|            |           |                                                                            |
| Asseyi 75’ | Marcatori | 27’ Abily 32’, 49’ Le Sommer 44’ Hegerberg 63’ Majri 65’ (aut.) Laplacette |

| Arbitro: | Bonnin |

|                       |           |                                        |
| Banuta 51’ Noiran 59’ | Marcatori | 79’ (rig.) Pizzala 90+3’ (rig.) Asseyi |

| Arbitro: | Buffart |

|                                      |           |  |
| Oparanozie 22’ Amani 32’, 85’, 90+1’ | Marcatori |  |

| Arbitro: | Guillemin |

|                                |           |             |
| Coton-Pélagie 49’ Brétigny 61’ | Marcatori | 31’ Coleman |

| Arbitro: | Bagrowski |

|  |           |                   |
|  | Marcatori | 58’ Coton-Pélagie |

| Arbitro: | Maubacq |

|                                            |           |  |
| Brétigny 20’ Godart 78’ (aut.) Pizzala 82’ | Marcatori |  |

| Arbitro: | Cruchon |

|  |           |                     |
|  | Marcatori | 32’ Lozé 56’ Asseyi |

#### Girone di ritorno
| Arbitro: | Bartnik |

|                                              |           |            |
| Coton-Pélagie 36’ Asseyi 89’ (rig.) Lozé 79’ | Marcatori | 28’ Banuta |

| Arbitro: | Guillemin |

|                                                          |           |  |
| Kumagai 28’ (rig.) Abily 37’ Le Sommer 54’ Hegerberg 84’ | Marcatori |  |

| Arbitro: | Beyer |

|                               |           |              |
| Brétigny 18’ Pizzala 65’, 74’ | Marcatori | 90+2’ Condon |

| Arbitro: | Dallongeville |

|          |           |                                   |
| Pekel 3’ | Marcatori | 59’ Coton-Pélagie 66’, 81’ Asseyi |

| Arbitro: | Coppola |

|                         |           |  |
| Yuceil 64’ Brétigny 76’ | Marcatori |  |

| Arbitro: | Guillemin |

|                   |           |  |
| Gadéa 8’ Lozé 65’ | Marcatori |  |

| Arbitro: | Dallongeville |

|                                                          |           |  |
| Sembrant 12’ Dekker 44’ Gauvin 56’ Cayman 64’ Thomas 89’ | Marcatori |  |

| Arbitro: | Buffart |

|                             |           |  |
| Coton-Pélagie 16’ Gadéa 29’ | Marcatori |  |

| Arbitro: | Dallongeville |

|  |           |             |
|  | Marcatori | 88’ Laurent |

| Arbitro: | Cruchon |

|                          |           |                 |
| Lozé 2’ Asseyi 5’, 90+1’ | Marcatori | 90+3’ Chaumette |

| Arbitro: | Guillemin |

|                        |           |           |
| Greboval 41’ Matéo 85’ | Marcatori | 47’ Gadéa |

### Coppa di Francia
| Arbitro: | Bonnin |

|          |           |                            |
| Lozé 17’ | Marcatori | 72’ Jakobsson 90+6’ Cayman |

## Statistiche

### Statistiche di squadra
| Competizione     | Punti | In casa | In casa | In casa | In casa | In casa | In casa | In trasferta | In trasferta | In trasferta | In trasferta | In trasferta | In trasferta | Totale | Totale | Totale | Totale | Totale | Totale | DR |
| Competizione     | Punti | G       | V       | N       | P       | Gf      | Gs      | G            | V            | N            | P            | Gf           | Gs           | G      | V      | N      | P      | Gf     | Gs     | DR |
| ---------------- | ----- | ------- | ------- | ------- | ------- | ------- | ------- | ------------ | ------------ | ------------ | ------------ | ------------ | ------------ | ------ | ------ | ------ | ------ | ------ | ------ | -- |
| Division 1       | 35    | 11      | 8       | 0       | 3       | 21      | 16      | 11           | 3            | 2            | 6            | 11           | 22           | 22     | 11     | 2      | 9      | 32     | 38     | -6 |
| Coppa di Francia | -     | 1       | 0       | 0       | 1       | 1       | 2       | 0            | 0            | 0            | 0            | 0            | 0            | 1      | 0      | 0      | 1      | 1      | 2      | -1 |
| Totale           | -     | 12      | 8       | 0       | 4       | 22      | 18      | 11           | 3            | 2            | 6            | 11           | 22           | 23     | 11     | 2      | 10     | 33     | 40     | -7 |

### Andamento in campionato
| Giornata  | 1 | 2 | 3  | 4  | 5  | 6  | 7  | 8  | 9 | 10 | 11 | 12 | 13 | 14 | 15 | 16 | 17 | 18 | 19 | 20 | 21 | 22 |
| --------- | - | - | -- | -- | -- | -- | -- | -- | - | -- | -- | -- | -- | -- | -- | -- | -- | -- | -- | -- | -- | -- |
| Luogo     | T | T | C  | T  | C  | T  | T  | C  | T | C  | T  | C  | T  | C  | T  | C  | C  | T  | C  | C  | C  | T  |
| Risultato | N | P | P  | P  | P  | N  | P  | V  | V | V  | V  | V  | P  | V  | V  | V  | V  | P  | V  | P  | V  | P  |
| Posizione | 6 | 9 | 10 | 11 | 11 | 11 | 11 | 11 | 8 | 8  | 5  | 4  | 6  | 6  | 5  | 4  | 4  | 4  | 4  | 4  | 4  | 4  |

Legenda:

Luogo: C = Casa; T = Trasferta. Risultato: V = Vittoria; N = Pareggio; P = Sconfitta.

### Statistiche delle giocatrici
| Giocatore         | Division 1 | Division 1 | Division 1  | Division 1 | Coppa di Francia | Coppa di Francia | Coppa di Francia | Coppa di Francia | Totale   | Totale | Totale      | Totale     |
| Giocatore         | Presenze   | Reti       | Ammonizioni | Espulsioni | Presenze         | Reti             | Ammonizioni      | Espulsioni       | Presenze | Reti   | Ammonizioni | Espulsioni |
| ----------------- | ---------- | ---------- | ----------- | ---------- | ---------------- | ---------------- | ---------------- | ---------------- | -------- | ------ | ----------- | ---------- |
| M. Anigo          | -          | -          | -           | -          | -                | -                | -                | -                | -        | -      | -           | -          |
| M. Antoine        | -          | -          | -           | -          | -                | -                | -                | -                | -        | -      | -           | -          |
| V. Asseyi         | 21         | 9          | 3           | 0          | 1                | 0                | 1                | 0                | 22       | 9      | 4           | 0          |
| A. Blanc          | 8          | 0          | 0           | 0          | -                | -                | -                | -                | 8        | 0      | 0           | 0          |
| B. Bouchet        | 4          | 0          | 0           | 0          | -                | -                | -                | -                | 4        | 0      | 0           | 0          |
| I. Boutaleb       | 7          | 0          | 0           | 0          | -                | -                | -                | -                | 7        | 0      | 0           | 0          |
| S. Brétigny       | 18         | 4          | 2           | 0          | 1                | 0                | 0                | 0                | 19       | 4      | 2           | 0          |
| C. Caputo         | 13         | 0          | 0           | 0          | -                | -                | -                | -                | 13       | 0      | 0           | 0          |
| O. Closset        | -          | -          | -           | -          | -                | -                | -                | -                | -        | -      | -           | -          |
| N. Coton-Pélagie  | 17         | 5          | 2           | 0          | 1                | 0                | 0                | 0                | 18       | 5      | 2           | 0          |
| P. Cousin         | 14         | 1          | 2           | 0          | 1                | 0                | 0                | 0                | 15       | 1      | 2           | 0          |
| S. Elisor         | 13         | 0          | 0           | 0          | 0                | 0                | 0                | 0                | 13       | 0      | 0           | 0          |
| K. Gadéa          | 22         | 3          | 2           | 0          | 1                | 0                | 0                | 0                | 23       | 3      | 2           | 0          |
| A. Hatchi         | 3          | -13        | 0           | 0          | -                | -                | -                | -                | 3        | -13    | 0           | 0          |
| S. Koutbi         | 1          | 0          | 0           | 0          | -                | -                | -                | -                | 1        | 0      | 0           | 0          |
| M. Lakrar         | 11         | 0          | 0           | 0          | 1                | 0                | 0                | 0                | 12       | 0      | 0           | 0          |
| T. Laplacette     | 18         | 0          | 2           | 0          | 1                | 0                | 0                | 0                | 19       | 0      | 2           | 0          |
| C. Lozé           | 21         | 4          | 0           | 0          | 1                | 1                | 0                | 0                | 22       | 5      | 0           | 0          |
| A. M'Bassidjé     | 10         | 0          | 2           | 0          | -                | -                | -                | -                | 10       | 0      | 2           | 0          |
| L. Multari        | 11         | 0          | 3           | 0          | 1                | 0                | 0                | 0                | 12       | 0      | 3           | 0          |
| P. Peyraud-Magnin | 19         | -25        | 0           | 0          | 1                | -2               | 0                | 0                | 20       | -27    | 0           | 0          |
| C. Pizzala        | 19         | 4          | 4           | 0          | 1                | 0                | 0                | 0                | 20       | 4      | 4           | 0          |
| M. Saint-Léger    | 0          | 0          | 0           | 0          | 0                | 0                | 0                | 0                | 0        | 0      | 0           | 0          |
| A. Soulard        | 21         | 0          | 1           | 0          | 1                | 0                | 0                | 0                | 22       | 0      | 1           | 0          |
| C. Torossian      | 7          | 0          | 0           | 0          | -                | -                | -                | -                | 7        | 0      | 0           | 0          |
| C. Vignal         | 4          | 0          | 0           | 0          | -                | -                | -                | -                | 4        | 0      | 0           | 0          |
| S. Yuceil         | 14         | 1          | 2           | 0          | 1                | 0                | 0                | 0                | 15       | 1      | 2           | 0          |